# Ärger im Revier – Auf Streife mit der Polizei
Ärger im Revier – Auf Streife mit der Polizei (kurz: Ärger im Revier) ist eine deutsche Fernsehserie, die zwischen 2003 und 2006 wöchentlich im Abendprogramm von RTL II gesendet wurde.
Insgesamt wurden 96 Episoden in sechs Staffeln produziert. Seit 2009 werden die Episoden der Serie im Nachtprogramm desselben Senders ebenfalls in wöchentlicher Abfolge wiederholt. Es handelt sich um eine Doku-Serie, die in verschiedenen Städten überwiegend Szenen von Alltagseinsätzen örtlicher Streifenpolizisten zeigt.

## Inhalt und Handlung
In jeder Folge begleitet ein Fernsehteam verschiedene Polizisten aus einem Polizeirevier einer deutschen Stadt bei ihren Einsätzen. Dabei werden die Einsatzkräfte der Polizei mit verschiedenen Delikten und Straftaten aus dem eher Kleinkriminellen-Milieu konfrontiert. Die in der Folge begleiteten Polizisten erklären dabei ihren Arbeitsalltag und erläutern ihr Vorgehen sowie die möglichen Gefahren zu bestimmten Vorfällen und Einsätzen. Dabei werden auch Einsätze und Notruf-Situationen gezeigt bzw. dargestellt, bei denen Beamte angefordert werden, um einzugreifen oder Ermittlungsarbeit zu betreiben.